# عملية غير عكوسة
عملية غير عكوسة  في الفيزياء والكيمياء، تكون عملية غير عكوسة إذا لم يمكن اتمامها في الاتجاه العكسي. مثال على ذلك الكوب الزجاجي الذي يسقط من المائدة وينكسر. ويعرف العالم رودولف كلاوسيوس هذه العملية بأنها غير عكوسة، حيث لا يستعيد من نفسه حالته الأولى. وفي الواقع فلم يرى أحد منا أن تجمعت الأجزاء المكسورة من كوب وقفزت إلى المائدة وأعادت الكوب سليما. وكذلك حال البيضة التي تقع من على المائدة، تلك عمليات غير عكوسة.

## في الفيزياء
قدم ماكس بلانك تعريفا أدق لغير العكوسة، فلنتصور أننا نعيد الكوب سليما عن طريق صهره وتشكيله ثم نضعه على المائدة. عندئذ تعود الحالة الأولى إلى طبيعتها (كوب على المنضدة) ولكن وصلنا إلى ذلك بطريقة أخرى. فأثناء عملية الصهر والتشكيل فقد قمنا بعمليات غير عكوسة أخرى. أي أن محاولتنا لأن نـُرجع عملية غير عكوسة يؤدي إلى أداء عمليات غير عكوسة، مما يغير من حالة الوسط المحيط تغييرا كبيرا.
ومن يرعي الانتباه أن الافتراضات البسيطة في صياغة قوانين الترموديناميك وما جاءت به بشأن الإنتروبية لم تحتاج إلى تفسيرات الميكانيكا الإحصائية ولم تحتاج إلى دراسة مستفيضة لعملية عكوسة مثلما نجد في دورة كارنو.
ولكننا نجد أن مسألة «غير العكوسة» لا تقتصر فقط على علم الحركة الحرارية (ترموديناميك) وإنما نجدها أيضا في الميكانيكا الإحصائية وكذلك في الميكانيكا التقليدية وفي بعض مسائل ميكانيكا الكم. ففي الميكانيكا على سبيل المثال تعرف عملية غير عكوسة بأنها تحدث تلك العملية التي لا تعود إلى حالتها الأصلية عند عكس اتجاه حركة الأجسام. فنجد أن صياغة لاجرانغ وصياغة هاميلتون في الميكانيكا تكون عكوسة، كما أن ميكانيكا الكم تعتبر عكوسة، ولكن:
جميع العمليات التي يحدث فيها احتكاك فهي في الميكانيكا تكون غير عكوسة.

## في التطور
نلاحظ أن مسيرة التطور في عمليات نشأة كائن حي وتكوّن أعضائه، وتكوين حواسه، وكذلك بلوغه الجسماني كلها عمليات غير عكوسة. فإن تطور الكائن الحي عبر سنوات معيشته عملية غير عكوسة. يمكن التأثير عليها وخلخلتها، ولكن لا يمكن أعادتها إلى حالة مضت، وهذا ينطبق أيضا على حياة البشر.

## في الطب
في الطب لا يمكن بعد علاج المريض من مرض أصابه، أو بعد علاجه من إصابة أو تسمم إعادة الجسم إلى حالته الأصلية، تلك العمليات تؤثر على الجسم بطريقة غير عكوسة.

## في الكيمياء
في الكيمياء نعرف التفاعل الذي لا يمكن إجرائه في الاتجاه المعاكس في معزل بأنها «غير عكوسة». فمثلا عندما يتحد الكربون مع الأكسجين ويتكون ثاني أكسيد الكربون لا يمكن أن يتفكك مرة أخرى إلى كربون واكسجين.
التفاعلات غير العكوسة هي تفاعلات تحدث في اتجاه واحد حيث لا تستطيع المواد الناتجة من التفاعل أن يتحد بعضها مع الآخر مرة ثانية لتكوين المواد الداخلة في التفاعل تحت ظروف التجربة أو أي ظروف معملية أخرى.
تكون التفاعلات غير عكوسة عندما يكون تغير الطاقة الحرة كبيراً (أكبر من 30 كيلوجول/مول)، بالتالي فإن ثابت التوازن الكيميائي كبير (log K أكبر من 3)، بالتالي فإن التفاعل عملياً يسير باتجاه واحد.

## في الزراعة
ما يحدث في محصول من فساد، وما يصيب الأرض الزراعية من أضرار، وما يصيب الثروة الحيوانية من أضرار أو موت بعضها لا يمكن أعادتها إلى حالتها الأصلية. كل ذلك غير عكوسي.

## في القانون
تنفيذ حكم الإعدام على شخص غير عكوسي. كما أن الحكم بالسجن غير عكوسي بسبب مرور الوقت.

## في البيئة
كل ما يحدث في البيئة غير عكوسي، ازدياد ثاني أكسيد الكربون وتلوث الجو، وتلوث الأرض الخصبة، وتلوث المياه، كذلك عمليات التعرية التي تحدث للجبال والتضاريس.

## ماذا عن السينما؟

عملية غير عكوسة ، بدون تعليق !

لتوضيح غير العكوسة نتخيل الآتي: نقوم بتصوير عملية ما في فيلم، ثم نقوم بعرضه من الآخر إلى الأول. فهل يمكن أن تسير تلك العملية المصورة في الفيلم أن تتم في الطبيعة، إذا كان هذا السؤال بالإيجاب، تكون العملية الأصلية عكوسة. وإذا لا تحدث العملية في الطبيعة فإنها غير عكوسة. ويمكن هنا تعريف العكوسة و غير العكوسة بربطهما بالتعبيرين «ممكن» أو «غير ممكن».
قام أحد الفنانين الألمان يسمى روبرت بوش برسم فكاهي للتعبير عن «غير العكوسة». وكان جميع قصصه الفكاهية تتعلق بولدين أشقياء هما «ماكس» و «موريس»، يغلبان المدرس في المدرسة، ويشاكسا الجيران، وغير ذلك. واخترع الفنان الطريقة المرسومة هنا للخلاص منهما، وهي تفسر لنا غير العكوسة بطريقة الفكاهة.